# Huân chương Hoàng gia Sahametrei
Huân chương Hoàng gia Sahametrei (tiếng Khmer: គ្រឿងឥស្សរិយយសលំដាប់សហមេត្រី)  là huân chương hiệp sĩ do chính phủ Vương quốc Campuchia ban tặng. Huân chương Hoàng gia Sahametrei được thiết lập thành ba hạng vào ngày 9 tháng 9 năm 1948 và được mở rộng thành năm hạng vào ngày 23 tháng 8 năm 1956. Huân chương này không được sử dụng trong thời kỳ Khmer Đỏ và được phục hồi vào ngày 5 tháng 10 năm 1995 theo Sắc lệnh Hoàng gia số 1095/01. Huân chương này chủ yếu được trao cho những người nước ngoài đã có những cống hiến xuất sắc cho Quốc vương và nhân dân Campuchia, đặc biệt là trong lĩnh vực quan hệ đối ngoại và các dịch vụ ngoại giao hoặc, như một biểu hiện của tình hữu nghị.
Huân chương Hoàng gia Sahametrei là một phần của hệ thống khen thưởng của Campuchia hiện nay bao gồm Huân chương Hoàng gia Monisaraphon, Huân chương Hoàng gia Campuchia và Huân chương Hoàng gia Sowathara. Đại Thập tự và Đại Sĩ quan được trình bày dưới dạng một chiếc thắt lưng đeo trên vai phải. Đẳng cấp Chỉ huy của Huân chương Hoàng gia Sahametrei là một huân chương dạng vòng cổ và được treo trên một chiếc cà vạt đeo quanh cổ. Huy hiệu Sĩ quan và Hiệp sĩ được đeo bên ngực trái.

## Lịch sử
Huân chương Hoàng gia Sahametrei được Quốc vương Norodom Sihanouk thiết lập vào ngày 9 tháng 9 năm 1948. Nó được phân chia theo ba hạng rồi về sau mở rộng thành năm hạng vào ngày 23 tháng 8 năm 1956:
1. Maha Sirivudha (មហាសេរីវឌ្ឍន៍) hoặc Đại Thập tự
2. Mahasena (មហាសេនា) hoặc Đại Sĩ quan
3. Tepidin (ធិបឌិន្ទ) hoặc Chỉ huy trưởng
4. Sena (សេនា) hoặc Sĩ quan
5. Askararidha (អស្សឫទ្ធិ) hoặc Hiệp sĩ

Huân chương này không hoạt động vào năm 1975 dưới thời chính phủ Campuchia Dân chủ. Quốc vương Norodom Sihanouk đã phục hồi nó dựa theo Sắc lệnh Hoàng gia số 1095/01 ngày 5 tháng 10 năm 1995.